# Deutscher ingenieurinnenbund
Der deutsche ingenieurinnenbund e. V. (dib) ist ein bundesweiter feministisch orientierter Berufsverband von und für Ingenieurinnen, Ingenieurstudentinnen und Frauen aus technischen Berufen. Das Ziel des dib ist die tatsächliche Gleichstellung der Geschlechter in Ausbildung und Beruf und die Erhöhung des Frauenanteils in technischen Berufen.

## Entstehung und Organisation
Gegründet wurde der Verein im Jahr 1986 in Darmstadt. Im Jahr 1989 trat der dib dem Deutschen Frauenrat bei und ist zurzeit auch Mitglied in acht Landesfrauenräten. Seit 1988 ist der dib regelmäßig (zunächst in Zusammenarbeit mit VDI, VDE und DAB) mit einem Stand auf der Hannover Messe vertreten.
Zum Ausbau der internationalen Kontakte war der Verein im Jahr 2000 Co-Organisator des „International Congress of Women in Engineering“ (ICWE). 2001/2002 gehörte der dib zu den Gründungsmitgliedern des International Network of Women Engineers and Scientists (INWES), das nun u. a. den Rahmen für die Konferenzreihe International Conference of Women Engineers and Scientists (ICWES) bildet. Die ICWES-Konferenz (2008 in Lille, Frankreich) hat der dib gemeinsam mit den französischen und britischen Frauen-Technik-Verbänden (FI und WES) vorbereitet.
Die meisten Mitglieder des Vereins kommen aus den Bereichen Maschinenbau, Elektrotechnik, Bauingenieurwesen, Verfahrenstechnik, Architektur, Fahrzeugtechnik, Energietechnik, Umwelttechnik und Informatik.
Die Mitglieder sind in Regionalgruppen organisiert. Viermal im Jahr erscheint die Zeitschrift Die Ingenieurin und einmal im Monat die Info-Mail, um die Mitglieder über die Tätigkeit des Vereins zu informieren.
Im November jedes Jahres veranstaltet der dib eine mehrtägige Tagung, in deren Rahmen auch die jährliche dib-Mitgliederversammlung stattfindet.

## Resolutionen
Der dib verfasste die folgenden Resolutionen:
- Quotenregelung (1988)
- Menschengerechte Arbeitszeitgestaltung (1990)
- Resolution zum § 218 StGB (1991)
- Forderung an den Bundesgesetzgeber, das Einkommensteuer- und Rentenrecht zu ändern (1997)
- Eine Frau ins höchste Amt der Bundesrepublik Deutschland! (1998)
- Bildungspolitik an der Schwelle zum neuen Jahrtausend – Frauen in die Technik (1999)
- "Künstliche Intelligenz" (KI) (2020)
- Aktiv gegen Frauenhass im Netz! (2020)
- Medienkompetenz, Gestaltung und Einsatz digitaler Produkte (2022)

und wirkte an folgenden weiteren Resolutionen mit:
- Resolution des Deutschen Frauenrates: Ohne Frauen fehlt der Technik was (2008)[3]
- Nürnberger Resolution für mehr Frauen in Führungspositionen (2009)[4]